# Franz Bednar (Politiker)
Franz Bednar (* 10. September 1908 in Wien; † 29. Mai 1986 ebenda) war ein österreichischer Politiker der Sozialistischen Partei Österreichs (SPÖ).

## Ausbildung und Beruf
Nach dem Besuch der Volksschule und der Bürgerschule besuchte eine Handelsakademie und schloss mit der Reifeprüfung ab. Zuerst schlug er sich als Gelegenheitsarbeiter durch, danach, ab 1929, trat er in den Dienst der Post- und Telegraphenverwaltung als Beamter des Rechnungsdienstes ein. 1968 wurde er Regierungsrat.

## Politische Funktionen
- Zentralsekretär der Gewerkschaft der Post- und Telegraphenbediensteten

## Politische Mandate
- 11. Dezember 1964 bis 2. Dezember 1974: Mitglied des Bundesrates (X., XI., XII.  und XIII. Gesetzgebungsperiode), SPÖ